# (14835) Holdridge
(14835) Holdridge – planetoida z pasa głównego asteroid okrążająca Słońce w ciągu 3 lat i 223 dni w średniej odległości 2,35 j.a. Została odkryta 26 listopada 1987 roku. Przed nadaniem nazwy planetoida nosiła oznaczenie tymczasowe (14835) 1987 WF1.